# Andrea Basso
Andrea Basso (* 8. Oktober 1993 in Genua) ist ein italienischer Tennisspieler.

## Karriere
Nach einigen vereinzelten Matches zuvor, spielte Basso 2013 erstmals regelmäßig Profiturniere. Auf der ITF Future Tour erreichte er Ende des Jahres sein erstes Finale; im Doppel gewann er seinen ersten Titel. Im Jahr 2014 konnte er aus zwei Finals eines zum Titel verwerten, sodass er Ende des Jahres erstmals in die Top 500 der Weltrangliste einzog. Auch in den Jahren 2015 und 2016 gewann Basso jeweils einen Einzel-Titel, konnte sich aber in der Rangliste nicht entscheidend durchsetzen. Im Doppel spielte er in derselben Zeit sechs Titel ein.
2017 verbesserte sich der Italiener. Neben fünf Future-Finals kam er in Genua auch zu seinem ersten Viertelfinaleinzug auf der ATP Challenger Tour. Mit Andreas Seppi besiegte er zudem seinen ersten Top-100-Spieler. Im Doppel hatte er Mitte des Jahres nach zwei Future-Titeln mit Platz 503 sein Karrierehoch erreicht. Im April 2018 in Mexiko-Stadt zog er aus der Qualifikation erneut in ein Challenger-Viertelfinale ein. Zur gleichen Zeit etwa war er mit Platz 301 auf seinem Karrierehoch im Einzel notiert und kam so bei Challengers häufiger direkt ins Hauptfeld, im Doppel trat er nur noch selten an. 2019 in Ostrava kam er erneut zu zwei Matchgewinnen, nachdem er zuvor in der Weltrangliste an Boden verloren hatte. Mitte Mai erfolgte das Match auf der bis dato größten Bühne. Beim Masters in Rom wurde ihm von der Turnierleitung eine Wildcard im Einzel ausgesprochen. Dort verlor er gegen den Weltranglisten-Zehnten Marin Čilić mit 1:6, 5:7.